# Saad Attiya
Saad Attiya Hafidh (arab. سعد عطية, ur. 26 lutego 1987) – iracki piłkarz występujący na pozycji obrońcy w drużynie Arbil FC.

## Kariera piłkarska
Saad Attiya jest wychowankiem klubu Al-Zawraa. W sezonie 2005/2006 zajął z tym zespołem pierwszej miejsce w I lidze irackiej, zdobywając tym samym tytuł mistrza kraju. W 2006 odszedł do libańskiego Al-Ansar Bejrut. Poza tym w dalszej części kariery występował w Al-Merreikh ze Zjednoczonych Emiratów Arabskich, a także Arbil FC i Al-Shorta z Iraku.
Saad Attiya w 2004 zadebiutował w reprezentacji Iraku. Brał udział w dwóch Pucharach Azji: w latach 2004 i 2011, a także w 2004 w Igrzyskach Olimpijskich, podczas których jego drużyna zajęła 4. miejsce.

### Sukcesy

#### Al-Zawraa
- Zwycięstwo
  - I liga iracka: 2005/2006

#### Al-Merreikh
- Zwycięstwo
  - I liga sudańska: 2008
  - Puchar Sudanu: 2008